# やへむぐら
『やへむぐら（やえむぐら、八重葎）』は、南北朝時代に書かれた擬古物語。1冊。作者不詳。題名は物語中の和歌「やへむぐらよもぎがもとはよそにみて行き過るにもそでぞ露けき」に由来する。『徒然草』の影響を指摘する説もある。

## 粗筋
『日本古典文学大辞典』によるあらすじは以下の通りである。
故左大臣の息子中納言は、才色兼備で独身であったが、右大臣の中の君との縁談に気乗りがせず、世をはかなんでいた。9月、中納言は紅葉帰りに四条辺りで琴の音を聞き、葎が茂る家にいた女君を垣間見て契りを結ぶ。この女君は右大臣の側室の娘で、母と死に別れて叔母に養われていた。冬、大納言は女君に山吹の打掛を贈る。しかし、中納言は母の病気のために女君のもとへ訪れなくなる。一方、女君には民部大輔との婚姻の話が持ち込まれ、叔母は難波見物と偽って、女君を筑紫行きの船に乗せる。しかし、船は嵐に遭って明石に到着、女君は心痛で病気となる。驚いた一行は住吉まで戻るが、女君は亡くなってしまう。8月、中納言が母と有馬温泉に出かけて難波の三津寺に詣でると、女君に贈った山吹の打掛で作られた幡を見つける。中納言は女君の死を知り、懇ろに菩提を弔い、世のはかなさを知ってますます道心を深めた。

## 特色
物語の構想は、貴公子が葎が繁る荒れた邸宅に美しい女君を発見し、その女性と契るという昔物語の一類型である。廃屋から聞こえる琴の音から、貴公子が美女と出会うという筋立ては『しのびね』に類似するが、ヒロインが騙されて地方に追いやられて死ぬという構想は『狭衣物語』の飛鳥井姫君を下敷きにしたと思われる。『源氏物語』の玉鬘や『狭衣物語』の飛鳥井女君などの構想を取り入れ、主人公は『源氏物語』の薫君、女君を養う叔母は『源氏物語』の末摘花の叔母君に近似する。『源氏物語』『狭衣物語』『枕草子』などの模倣が随所に見られるが、まとまった構想や引歌を多用した文章、情景や人物描写などから佳作と評される。